# Paul Dietrich (Musiker)
Paul Dietrich (* 23. Mai 1988) ist ein US-amerikanischer Jazzmusiker (Trompete, Komposition).

## Leben und Wirken
Dietrich erwarb 2010 den Bachelor-Abschluss in Trompete und Jazzstudien an der Lawrence University und 2012 einen Master-Abschluss in Jazzstudien an der DePaul University. Während seiner Zeit an der DePaul University schrieb Dietrich mehrere Stücke, die vom DePaul University Jazz Ensemble aufgeführt wurden, darunter ein Arrangement von Phil Woods’ „Pairing Off“, das auf dem Album Right to Swing (Jazzed Media, 2013) mit Woods als Gastsolisten eingespielt wurde.
Dietrich gründete 2012 sein in Chikago basiertes Quintett, das zwei Alben mit eigenen Kompositionen veröffentlichte. 2017 wurde er Mitglied der Musikszene von Wisconsin. Zusätzlich zu seinen eigenen Ensembles (denen auch der Saxophonist Dustin Laurenzi angehört) spielt er regelmäßig mit vielen Gruppen aus der Gegend von Madison, darunter dem Afrobeat-Ensemble Immigré, der Gruppe Plutonium von Michael Brenneis, dem Ben Ferris Octet, der Grupo Candela und zahlreichen Bigbands der Region. Von 2017 bis 2020 war er außerdem Vorsitzender der gemeinnützigen Organisation Madison Music Collective.
In seiner Musik verbindet Dietrich die Klänge von klassischem und modernem Jazz, westlicher klassischer Musik, Folk, Progressive Rock und anderen Genres. Er war zweimal Empfänger des Artistic Development Grant des Greater Madison Jazz Consortium. 2017 schrieb er die vierteilige Suite „Forward“, inspiriert von den Sehenswürdigkeiten und Klängen seines Heimatstaates, die zum Kern seines gleichnamigen Albums von 2019 wurde. 2020 erhielt Paul ein Stipendium, um ein Projekt für ein neunköpfiges Ensemble einschließlich eines Streichquartetts zu schreiben und aufzuführen, das Ende 2021 aufgeführt wurde. Weiterhin schrieb er Musik für Edgar Knecht.

## Diskographische Hinweise
- We Always Get There (2014, mit Dustin Laurenzi, Paul Bedal, Tim Ipsen, Andrew Green)[3]
- Focus (2017, mit Dustin Laurenzi, Paul Bedal, Tim Ipsen, Andrew Green)
- Forward (2019, Bigband u. a. mit Russ Johnson, Greg Ward,  Dustin Laurenzi, Matt Gold, Clarence Penn)[4]